# Canthyloscelididae
Canthyloscelididae zijn een familie uit de orde van de tweevleugeligen (Diptera), onderorde muggen (Nematocera). Wereldwijd omvat deze familie zo'n 5 genera en 17 soorten.